# Соломашино
Соломашино (укр. Соломашине) — село,
Быстрикский сельский совет,
Кролевецкий район,
Сумская область,
Украина.
Код КОАТУУ — 5922681708. Население по переписи 2001 года составляло 42 человека .

## Географическое положение
Село Соломашино находится в 5,5 км от города Кролевец,
к селу примыкает село Бескровное,
на расстоянии в 1 км расположены сёла Загоровка и Хоменково.
По селу протекает пересыхающий ручей с запрудой.
Рядом проходит автомобильная дорога Т-1907.